# Chlorophorus medanensis
Chlorophorus medanensis là một loài bọ cánh cứng trong họ Cerambycidae.